# Краснофлотское (Ленинский район)
Краснофло́тское (до 1948 года Карса́н; укр. Краснофлотське, крымскотат. Qarsan, Къарсан) — исчезнувшее село в Ленинском районе Республики Крым, располагавшееся на юге района, в балке Крива, примерно в 2,5 км к юго-западу от современного села Вулкановка.

## История
Первое документальное упоминание села встречается в Камеральном Описании Крыма… 1784 года, судя по которому, в последний период Крымского ханства Карсан входил в Орта Керченский кадылык Кефинского каймаканства. После присоединения Крыма к России (8) 19 апреля 1783 года, (8) 19 февраля 1784 года, именным указом Екатерины II сенату, на территории бывшего Крымского Ханства была образована Таврическая область и деревня была приписана к Левкопольскому, а после ликвидации в 1787 году Левкопольского — к Феодосийскому уезду Таврической области. После Павловских реформ, с 1796 по 1802 год, входила в Акмечетский уезд Новороссийской губернии. По новому административному делению, после создания 8 (20) октября 1802 года Таврической губернии, Карасан был включён в состав Кадыкелечинской волости Феодосийского уезда.
По Ведомости о числе селений названиях оных, в них дворов… состоящих в Феодосийском уезде от 14 октября 1805 года , в деревне Карасан числилось 10 дворов и 41 житель. На военно-топографической карте генерал-майора Мухина 1817 года деревня Карсан обозначена с 8 дворами. После реформы волостного деления 1829 года Корсан, согласно «Ведомости о казённых волостях Таврической губернии 1829 года», отнесли к Чалтемирской волости (переименованной из Кадыкелечинской). На карте 1836 года в деревне 6 дворов, а на карте 1842 года Карсан обозначен условным знаком «малая деревня», то есть, менее 5 дворов и чуть южнее развалины деревни Карсан.
В 1860-х годах, после земской реформы Александра II, деревню приписали к Сарайминской волости. Согласно «Списку населённых мест Таврической губернии по сведениям 1864 года», составленному по результатам VIII ревизии 1864 года, Карсан — владельческая татарская деревня с 10 дворами и 12 жителями при колодцах. По обследованиям профессора А. Н. Козловского начала 1860-х годов, в селении колодцы были глубиной 1—5 саженей (от 2 до 10 м), но в большинстве из них (около трёх четвертей) вода была «дурного качества». Также имелись ауты, которые высыхали в течение лета (Аут — небольшой пруд в степном Крыму, наполнявшийся дождевой и талой водой). На трёхверстовой карте Шуберта 1865—1876 года в деревне Карсан обозначено 8 дворов. По «Памятной книге Таврической губернии 1889 года», по результатам Х ревизии 1887 года, в деревне Корсак числилось 14 дворов и 75 жителей.
После земской реформы 1890-х годов деревню передали в состав Петровской волости. По «…Памятной книжке Таврической губернии на 1892 год» в Корсане, входившем в Джапар-Бердинское сельское общество, числилось 26 жителей в 1 домохозяйстве, а в безземельном Корсане, не входившем в сельское общество — 18 жителей, домохозяйств не имеющих. По «…Памятной книжке Таврической губернии на 1902 год» в деревне Корсан, входившей в Джапар-Бердынское сельское общество, числилось 55 жителей в 9 домохозяйствах. По Статистическому справочнику Таврической губернии. Ч.II-я. Статистический очерк, выпуск пятый Феодосийский уезд, 1915 год, на хуторе Карсан (Я. И. Ротта) Петровской волости Феодосийского уезда числился 1 двор без населения. При хуторе числилось 500 десятин удобной земли. В хозяйстве имелось 30 лошадей, 60 волов, 15 коров и 400 голов овец, свиней, или коз.
После установления в Крыму Советской власти, по постановлению Крымревкома, 25 декабря 1920 года был образован Керченский (степной) уезд, а, постановлением ревкома № 206 «Об изменении административных границ» от 8 января 1921 года была упразднена волостная система и село вошло в состав Петровского района Керченского уезда, а в 1922 году уезды получили название округов. 11 октября 1923 года, согласно постановлению ВЦИК, в административное деление Крымской АССР были внесены изменения, в результате которых округа были отменены, Петровский район упразднили, влив в Керченский район. Согласно Списку населённых пунктов Крымской АССР по Всесоюзной переписи 17 декабря 1926 года, в селе Карсан, Мавлюшского сельсовета Керченского района, числилось 18 дворов, все крестьянские, население составляло 83 человека, из них 28 русских, 31 татарин, 13 украинцев, 10 немцев и 1 белорус. Постановлением ВЦИК «О реорганизации сети районов Крымской АССР» от 30 октября 1930 года (по другим сведениям 15 сентября 1931 года) Керченский район упразднили и село включили в состав Ленинского. На подробной карте РККА Керченского полуострова 1941 года в селе отмечено 19 дворов. Вскоре после начала Великой Отечественной войны, 18 августа 1941 года крымские немцы были выселены, сначала в Ставропольский край, а затем в Сибирь и северный Казахстан.

Во время Великой Отечественной войны в районе села, на Акмонайских позициях, после Керченско-Феодосийской десантной операции в январе — мае 1942 года вели бои части 51-й и 44-й армий. Погибшие в этих боях, а также павшие при освобождении Керченского полуострова в апреле 1944 году бойцы Отдельной Приморской армии захоронены в братской могиле на сельском кладбище.
 На месте захоронения был установлен памятник в виде пирамидки со звездой наверху, в 1985 году заменённый на современный, постановлением Совета министров Республики Крым № 627 от 20 декабря 2016 года отнесённый к категории объектов культурного наследия России.
В 1944 году, после освобождения Крыма от фашистов, согласно постановлению ГКО № 5859 от 11 мая 1944 года, 18 мая крымские татары были депортированы в Среднюю Азию. С 25 июня 1946 года селение в составе Крымской области РСФСР. Указом Президиума Верховного Совета РСФСР от 18 мая 1948 года, Карсан переименовали в Краснофлотское. 26 апреля 1954 года Крымская область была передана из состава РСФСР в состав УССР. Время включения в Дорошенковский сельский совет пока не установлено: на 15 июня 1960 года село уже числилось в его составе. Исключено из учётных данных в 1984 году.

### Динамика численности населения
| - 1805 год — 41 чел. - 1864 год — 12 чел. - 1889 год — 75 чел. - 1892 год — 44 чел. | - 1902 год — 55 чел. - 1915 год — 0 чел. - 1926 год — 83 чел. |